# サンリオ作品
サンリオ作品は、サンリオが作った作品の総称である。

## 作品

### 映画
- シナモン the MOVIE[1]
- チリンの鈴[2]
- 親子ねずみの不思議な旅[3]
- アフリカ物語[4]
- ジュエルペット スウィーツダンスプリンセス[5]
- シリウスの伝説[6]
- くるみ割り人形[7]
- ユニコ 魔法の島へ[8]
- 妖精フローレンス[9]
- マイメロディの赤ずきん[10]
- キキとララの青い鳥[11]
- 星のオルフェウス[12]
- けろけろけろっぴの三銃士[13]
- キタキツネ物語[14]
- ロングラン[15]
- 愛のファミリー[16]
- キティとミミィのあたらしいかさ[17]

### テレビアニメ
- おねがいマイメロディ[18]
- ジュエルペット
- ジュエルペット てぃんくる☆[19]
- ジュエルペット サンシャイン[20]
- ジュエルペット きら☆デコッ![21]
- ジュエルペット ハッピネス[22]
- レディ ジュエルペット[23]
- ジュエルペット マジカルチェンジ[24]
- ぼさにまる[25]
- JOCHUMアニメ[26]
- ハローキティといっしょ![27]
- シナモンといっしょ[28]
- シュガーバニーズ[29]
- リルリルフェアリル〜妖精のドア〜
- リルリルフェアリル〜魔法の鏡〜
- ミュークルドリーミー[30]
- ミュークルドリーミー みっくす！
- サンリオ男子
- ハローキティとバッドばつ丸
- Caribadix
- ハローキティといっしょにお勉強

### Youtubeアニメ
- こぎみゅんアニメ[31]
- シナモンアニメだもん[32]
- まるもふびより[33]
- レッツロールシナモロール[34]
- ジュエルペット あたっくちゃんす!?[35]
- はぴだんぶいの今日もHAPPY DAY！[36]
- I.CINNAMOROLL Animation[37]

### テレビ番組
- ファンファンキティ![38]
- キティズパラダイス[39]
- 大好き!ハローキティ
- あそぼう!! ハローキティ
- シナモンと安田顕のゆるドキ☆クッキング[40]

### ドラマ
- ドラマ「ぼさにまる」[41]

### 歌
- まるもふきぶん〜モップダンス〜[42]
- ダイジョーブ[43]
- ハッピー戦隊★はぴだんぶい[44]
- はぴだんぶい！！！[45]
- KAWAII FESTIVAL[46]
- Lucky Happy Everyday[47]
- キミのこと、だいだいすきだもん☆[48]
- プリンとマフィンのポムポムビート☆[49]
- ぼく、プリン[50]
- Greedy Greedy[51]
- クロミの！きゅるきゅんモード★[52]
- めろめろ♡マイメロディ[53]
- メルのサンリオかわいいおぼえうた[54]
- ポップコーン!![55]
- ふれーふれーがんばれー！[56]
- しあわせのラベル[57]
- スタードーム[58]
- まんまるらいと[59]
- ときめきレインボー[60]
- MYSTERIOUS STAR[61]

### OVA
- ジュエルペット あたっくとらべる![62]
- バッドばつ丸のオレのポチは世界一
- バッドばつ丸の男度胸の思いやり
- キキとララの白鳥座のお姫さま
- キキとララのパパとママにあいたい
- 宇宙防衛隊たあ坊のしんきろう星を救え!
- 宇宙防衛隊たあ坊の時の止まった星
- けろけろけろっぴのがんばれ!けろっぴーず
- けろけろけろっぴの友だちになろうよ
- ハンギョドンのパラレル大作戦-恐竜王国は大さわぎ-
- ハンギョドンのパラレル大作戦-未来世界は大さわぎ-
- あひるのペックルの水泳大会は大騒ぎ
- あひるのペックルの秘宝を探せ!!
- ポチャッコのにんじん畑は大騒ぎ
- ポチャッコのわくわくバースデー
- サムちゃんのおばけなんか怖くない
- シナモンのおうちでチャレンジ
- シナモンのげんきにおでかけ